# キン肉マンマリポーサ
キン肉マンマリポーサ（キンにくマンマリポーサ）は、ゆでたまごの漫画『キン肉マン』に登場する架空の人物。
アニメ版の声優は佐藤正治。

## 主な特徴
初登場はキン肉星王位争奪編「戴冠式の異変!!の巻」。主人公・キン肉マンと相対するキン肉星大王候補・運命の5王子の一人で、元の名は盗人ジョージ（ぬすっとジョージ）。邪悪の神の一人・飛翔の神が乗り移った。マリポーサ（mariposa）はスペイン語で蝶を意味する。
過去に空気の薄いモクテスマ星で育ち、本来なら酸素ボンベ無しでは運動はおろか生活も困難な環境にもかかわらず貧乏がゆえにボンベもつけず泥棒生活をしていたことによって強靭な心肺機能とバネのような身体、優れたジャンプ力を身につけた。盗人時代にロビン家の家宝「アノアロの杖」を盗み、以降は自身の守り神とする。
戦闘時には身の軽さとアノアロの杖による炎、さらに辛い幼少時代を切り抜けたハングリー・パワーにより対戦相手のロビンマスクを心身ともに苦しめた。
指導力に長け、チームメイトが倒れても他の運命の王子のように動揺あるいは罵倒せずに健闘を讃える度量の広さを持つ。仲間からの人望も厚く、ミスター・VTRやキング・ザ・100tも次の戦いのために自分の身を犠牲にしている。敗戦後もキン肉マンやロビンマスクから「風格・実力共に申し分なく、王にしてもおかしくなかった」と評価された。唯一の欠点として挙げられたのが「心の貧しさ」である。
オメガ・ケンタウリの六鎗客編の再登場でキン肉マンスーパー・フェニックスらと共闘した際も、感情的になりがちなゼブラを冷静沈着に諭して良い方向に導くなど、要所で優れた判断力やリーダーシップを発揮している。また、ケンダマンやマリキータマンに配慮や感謝の言葉をかけるなど、かつて惜しまれた「心の貧しさ」も鳴りを潜めて人格者としての面も見せるようになっている。
ゆでたまごは、メキシコのルチャリブレを見てきた後で、同様の超人を活躍させたいと考え、運命の5王子の中でも身軽で空中殺法に長けたキャラクターとしてデザインし、褐色の肌とマスクやコスチュームもルチャドールを思わせる風貌である。原作では水色と白を基調としたカラーだが、アニメでは藍色と白、コスチュームのデザインが異なる。また作画担当の中井義則はマスクのデザインを固めるのに相当時間がかかったとも語る。

## 『キン肉マン』でのマリポーサ

### 生い立ち
キン肉星で生まれ、モクテスマ星で育つ。モクテスマ星の酸素濃度は地球やキン肉星の半分程度であり、酸素ボンベなしで激しい運動をすることが禁じられるほどであった。ジョージは酸素ボンベが買えないほどの貧乏生活を送り（アニメでは妹が病死）、泥棒稼業に手を染めるようになる。そのため金持ちのエリートを恨めしく思っており、泥棒に入るのは家柄の良いエリート超人の屋敷のみと決めていた。その後、幼いロビンマスクの目の前で家宝のアノアロの杖を盗み、全身から炎を噴出させる能力を得る。
アニメでは過去の境遇が詳しく描写されており、母は息子と娘に食事を与え自分は何も食べず、妹が病気に罹っても薬一つ買うことができないほどの極貧生活を送っていたことが明かされた。妹は残された母と兄を悲しませまいと歌を歌いながら息を引き取り、ただ見ていることしかできなかった己のつらさをキン肉マンに訴えていた。また、その境遇を知った幼稚園の生徒たちに対し二階堂マリは「同情はするけど、貧乏になった人が皆泥棒になるわけじゃない。問題はその人の心の持ち方次第」と説いていた。

### キン肉星王位争奪編
宇宙超人タッグ・トーナメント終了後、キン肉マンの王位継承を阻止せんと暗躍する飛翔の神の手により、キン肉マンマリポーサとなる。キン肉星王位争奪サバイバルマッチでは一回戦・熊本城にてキン肉マンチームとの対戦が決まる。キン肉マン打倒のため、飛翔（マリポーサ）チームとしてザ・ホークマン、ミスター・VTR、ミキサー大帝、キング・ザ・100トンら超人強度5000万パワー以上の超人たちを集め熊本城に入場。
試合が開始し先鋒ホークマン、次鋒ミスターVTRがキン肉マンに倒される。中堅ミキサー大帝はキン肉マンの強さを火事場のクソ力にあると見て、パワー分離機で彼のクソ力を奪う。キン肉マンは超人墓場に飛ばされるがウォーズマンの助けにより復活、残った95万パワーでミキサー大帝にキン肉ドライバーを仕掛ける。しかし、場外に倒れていたミスターVTRが最期の力で状況予測装置と編集機能により、ミキサー大帝がKOされる場面をカットしたため、キン肉マンは逆転KO負けを喫する。
その後、キン肉マンチーム次鋒ミートがミキサー大帝を破る。さらにテリーマンとロビンマスクが駆けつけ、キン肉マン（アニメではテリーマン）が事前にあぶり出しで書いておいたメンバー表により参戦。テリーマンが副将キング・ザ・100トンを粉砕するが、100トンは死力を尽くして引き分けに追い込み、残ったマリポーサとロビンマスクの大将戦となる。
試合前の奇襲から闘いを優位に進めるマリポーサは、キン肉族三大奥義の一つ「マッスル・リベンジャー」を披露。ロビンマスクは彼の不幸な境遇を知って自分のような恵まれたエリートが勝てる訳がないと闘争心を喪失、マリポーサは遠慮することなくさらにアノアロの杖による炎で追い込み、ロビンをマットに陥没させダウン寸前に追い込む。
しかし決着の一撃を叩き込もうとした時、テリーマンの言葉でキン肉マンもまた不幸な境遇でありながら、マリポーサのように盗っ人稼業に手を染めることもなく、自分を「ダメ超人」と蔑んだ人間たちを恨むどころか常に地球の平和を考えていたことを叱咤され、ロビンは戦意を取り戻す。直後、アノアロの杖がロビンの手に戻り、杖と兜が一体化した形態「ユニコーンヘッド」によりマッスル・リベンジャーを返される。ロビンのファイヤータービンで上空に飛ばされ、さらにマッスル・リベンジャーのかけ方が真の三大奥義とは違っていたため、フィニッシュ・ホールドの壁画からの制裁の光線を受け、黒焦げになって落下。とどめのロビン・スペシャルを受けて敗北する。
原作では、この直後にキン肉マンに真紅のマントの儀式により、マスクをはがされる。アニメでは、マスクが飛翔の神に変化してマントに吸収され、自分が偽物の王子であることを認めてキン肉マンに直接謝罪し、体を鍛え直したら正義超人として迎えてほしいと申し出た。エピローグでは、キン肉マンのフェイス・フラッシュで他の運命の王子や超人たちと共に改めて復活した。

### オメガ・ケンタウリの六鎗客編
キン肉マンスーパー・フェニックスたちと共に、運命の四王子の一人としてサグラダ・ファミリアに現れる。現れた理由をキン肉マンに聞かれ、フェニックスとゼブラとビッグボディの3人が事情を話すのを拒否する中で、ただ一人話せる範囲の事情をキン肉マンに教えた。五大城決戦では、ルーマニアのブラン城にてオメガ・ケンタウリの六鎗客の一人ヘイルマンと対戦。得意の空中殺法は健在で、アノアロの杖を失い使えないと思われていたモクテスマ・ディフェンスは、摩擦熱を利用し発火することで再び使えるようになる。だが、モクテスマ・ディフェンスを使ったファイヤートーチ殺法がヘイルマンの氷の技で封じられるなど苦戦を強いられ、あと一歩で敗北というところまで追い込まれたが、機転を効かせた一手により、マリポーサ式マッスル・リベンジャーをさらに進化させた新必殺技「アステカセメタリー」により勝利を収めた。実は飛翔の神から超人たちを死滅させるために必要な108のカピラリアの欠片（ピース）の話を聞いていて、オメガ・ケンタウリの六鎗客編の終盤で調和の神をリーダーとする超人殲滅派の神々たちが地上に下天して襲来したことを察知する。
「キン肉マン超人総選挙2019」では18位、「キン肉マン超人総選挙2021」では28位にランクインしている。

### 新シリーズ
レバノン某所でゼブラと共に現れて、時間超人ドミネーターとエル・カイトに痛めつけられているケンダマンを救出する。ドミネーターとエル・カイトのタッグ「エル・ドミノス」とのタッグ戦にゼブラと共に臨もうとする寸前、突如飛来したマリキータマンがゼブラとタッグを組みたいと申し出る。過去に対戦した因縁から拒絶するゼブラに対し、かつての対戦相手だからこそ最高のコンビになれると判断してゼブラを説得し、ゼブラとマリキータマンのタッグ「エグゾセミサイルズ」を結成させた。そして、エル・ドミノスとのタッグ戦に勝利するのをケンダマンと共に見届けた。
離れた場所で様子を窺っていた五大刻が正体を現して、バールベックのマグネット・パワーの噴出点をこじ開けてマグネット・パワーを噴出させた後、パピヨンマンを除く五大刻が地球各地の残り4か所のマグネット・パワー噴出点へと飛び去ると、残ったパピヨンマンと試合を開始する。しかし、パピヨンマンのパワーと多彩な技に終始圧倒されて追い詰められ、奥の手として飛翔の神を呼び寄せ再び憑依させて、1億パワーを得る。それでも試合は有利に運ばず、パピヨンマンから五大刻が神々と同じ1億パワーの超人強度を保有していることが語られて、パピヨンマンのフィニッシュホールドをくらって飛翔の神もろともKOされ敗北する。辛うじて生存しており、飛翔の神が分離して退散したことで憑依からも解放されるが、パピヨンマンに「旧式にしてはなかなかの傑物」と善戦を評価されるも見せしめとして止めを刺されそうになる。しかし、直前にバイクマンとキング・ザ・100tが駆けつけて救援に入り、パピヨンマンを100tが足止めしている間に、バイクマンに乗ったゼブラにマリキータマンとともに担がれて退却する。
「キン肉マン超人総選挙2024」では6位にランクインしている。

### 主要対戦成績
- シングルマッチ
  - ×ロビンマスク（ロビン・スペシャル）
  - ◯ヘイルマン（アステカセメタリー）
  - ×パピヨンマン（トゥルーダウンダウンスカイミッション）
- 団体戦
  - ×キン肉マンチーム（2勝3敗1引き分け）

## 得意技
偽マッスル・リベンジャー / マリポーサ式マッスル・リベンジャー
キン肉族三大奥義のひとつ、マッスル・リベンジャーの偽物。空中から相手の頭部を目掛けて何度も頭突きを当て、マットにめり込ませていく。マリポーサは「鍛練に鍛練を重ね身体中のムダな贅肉を絞り、全身をバネとすることで可能な技」と称する。しかし、技としては不完全な偽物だったため、ロビンマスクに破られた際にフィニッシュ・ホールドの壁画から飛び出した光で罰を受けた。
偽マッスル・リベンジャーの名称は、JCSにおける超人紹介で設定された。オメガ・ケンタウリの六鎗客編においては、マリポーサ式マッスル・リベンジャーと呼称されている。
モクテスマ・ディフェンス
アノアロの杖の力により火炎を噴出させ、自らの全身を炎につつむ技。リングロープにまで炎が伝導しリング内を高熱で包み込み相手の思考力を奪っていく。
アノアロの杖を失ったオメガ・ケンタウリの六鎗客編においては、身体を回転させながら鉄柱にぶつけての摩擦熱で着火し、使用している。
マリポーサいわく、モクテスマ・ディフェンスは発火能力ではなく、炎を身にまとう能力のため、火種は何でも構わないとのこと。
アステカ・ラッシュ
名前はゲーム『マッスルグランプリ2』より。炎をまとった状態で下記の技を連続で放つ。
アステカ・ドロップ
ダイビング式のエルボー・ドロップ。
アステカ・セントーン
ダイビング式のセントーン。
アステカ・ニードロップ
ダイビング式のニー・ドロップ。
アステカ・ヘッドバット
ダイビング式のヘッドバット。
アステカ・トペ
炎をまとった状態でのトペ・スイシーダ。ゲーム『マッスルグランプリ2』でのみ使用。
ファイヤートーチロケット
炎をまとった状態で回転を加えた低空ドロップキックを放つ技。
セントーン・ケブラドーラ
リングロープを軸に前転して勢いをつけたセントーン。
秘技鉄杭縛り
相手を両脚の力で吹き飛ばしコーナーポストに激突させると共に、その衝撃で4つに割れた鉄柱を相手の両手両足に突き刺し、磔状態にする。
ゲーム『超人聖戦史』では相手の動きを止める技として扱われた。
胴絞めヘッドバット
名前はゲーム『マッスルグランプリ2』より。スタンディング状態の相手の胴を両脚で絞め、そのまま連続で頭突きを行う。アニメではマッスルリベンジャーの変形技であることが解説された。
モクテスマ・ディフェンスで、炎を身にまとった状態で繰り出すこともある。
飛翔のテクニック
名前はゲーム『マッスルグランプリ2』より。ロビンマスク戦で見せた、人差し指一本での逆立ち。
アステカ・セメタリー
マリポーサ式マッスル・リベンジャーの体勢から、相手の首を両脚で挟みこんでジャンプ。身体を複雑に回転させながら落下し、ヘッド・シザースで相手の頭部をマットに叩き付ける技。オメガ・ケンタウリの六鎗客編にて、披露されたマリポーサのオリジナルホールド。
セメタリーは墓標を意味する。
超人魚雷
空中から錐揉み回転しながら落下し、リング上の相手に対して頭突きを叩き込む。
リバース超人ロケット
上空にいる相手めがけて頭からまっすぐ跳躍し、頭突きを叩き込む。

## プロフィール
- 本名 - ジョージ[1]
- 種別 - 超人→運命の5王子[7]
- 出身 -  メキシコシティー / キン肉星 / モクテスマ星[1]
- 身長体重 - 185cm 100kg[8]
- 超人強度 - 90万パワー[1][9]（ジョージ）→1億パワー[8]（マリポーサ）
- 生年月日 - 地球時間で1960年4月1日[10]
- 年齢 - 24歳[11]
- パワー源 - ハングリーパワー[8]

### 異名
- 華麗なる軽業師[12]
- 華麗なる飛翔超人[13]
- 因縁背負うルチャドール[14]
- 蒼炎纏いし蝶ファイト[14]
- 滲み出るハングリー・パワー[14]
- 空気を切り裂く飛翔の王[14]
- 炎のハングリー精神[14]
- 美しきルチャドール[14]
- 氷上を舞う紅蓮の蝶[14]

### 主な肩書き
- 飛翔チーム・大将
- キン肉星王位継承者候補

## コンピュータゲーム
『キン肉マン キン肉星王位争奪戦』ではステージ1のボスとして登場する。必殺技は相手を空中に投げてから頭を捕らえ、空中に舞い上がり連続で頭突きを落とす「偽マッスル・リベンジャー」。
『キン肉マン DIRTY CHALLENGER』では、アステカ・ドロップがマリポーサの必殺技として設定され、マッスル・リベンジャー（偽マッスル・リベンジャー）は、キン肉マン ビッグボディの必殺技に設定されている。
『キン肉マンII世 超人聖戦史』では特定のルートを通った場合のみ登場。属性ゲージが一定以下なら仲間にできる。また弟子入りし「偽マッスル・リベンジャー」を習得できる。主人公が選んだルートにより扱いが分かれる。以下にそれを示す。
正義ルート
原作通り、キン肉星王位争奪編にて飛翔チームの大将として闘う。
マリポーサルート
主人公がミキサー大帝を破り、飛翔チームに加入。知性チームを破った後、時の神に洗脳され主人公と闘わせられる。エンディングではキン肉星の大王となり、泥棒を自由化する暴政を行う。
中立ルート
主人公が王位継承サバイバルマッチによる超人界の混乱を防ぐため交渉に赴くが、「目つきが気に食わない」という理由で奇襲、彼と彼のチームメイトと連戦になる。
悪行ルート
邪悪の神の手駒としてチームメイトを引き連れて悪魔超人軍団の一員となった主人公の前に立ちはだかる。
『キン肉マン マッスルグランプリ2』では、マリポーサの2Pカラー（同じキャラクター同士で対戦するための「色違い」キャラクター）としてアニメ版カラーが登場する。

## 補足
テレビアニメ『キン肉マン キン肉星王位争奪編』放送時に発売された、バンダイの玩具『超人パワーシリーズ』では「マリポーサマン」名義で発売された。
小説『ディープオブマッスル!!』では、幼少時に両親と弟のジョンとともにキン肉星から地球のメキシコシティに移住し、そこで両親と死別した後は両親が生まれ育ったモクテスマ星に移住したと説明されている。その後モクテスマ最凶の盗っ人兄弟・盗っ人ジョージと盗っ人ジョンとして犯罪を重ねていたが同胞を不幸に陥れたことに後悔し、以降は地球の貴族から金を奪いモクテスマの民に分け与える義賊となる。しかし十数年後、復讐のために同じモクテスマの民にジョンを殺され、マッスル・リベンジャーで仇を討つものの盗賊稼業に心の底から嫌気がさしていたところを飛翔の神によりキン肉星の王位継承候補に選ばれ、キン肉マンマリポーサへと転身する結末となる。
埼玉県の『キン肉マン』ファンが熊本城の一口城主に「キン肉マンマリポーサ」名義で10,000円以上の寄付をしている。